# Marko Simonović (basket-ball, 1999)
Marko Simonović, né le 15 octobre 1999 à Kolašin au Monténégro, est un joueur monténégrin de basket-ball évoluant au poste de pivot.

## Biographie
Le 18 novembre 2020, il est drafté par les Bulls de Chicago. Le lendemain, Artūras Karnišovas, vice-président chargé des Opérations Basket au sein de la franchise, annonce que Simonović restera au KK Mega Basket pour une durée minimale d'une saison avant une éventuelle arrivée en NBA.
En août 2021, il s'engage avec les Bulls de Chicago pour deux saisons plus une en option. Il est coupé en juillet 2023.

## Statistiques

### Saison régulière
| Saison    | Équipe   | Matchs | Titul. | Min./m | % Tir | % 3pts | % LF | Rbds/m. | Pass/m. | Int/m. | Ctr/m. | Pts/m. |
| --------- | -------- | ------ | ------ | ------ | ----- | ------ | ---- | ------- | ------- | ------ | ------ | ------ |
| 2021-2022 | Chicago  | 9      | 0      | 3,9    | 26,7  | 20,0   | 72,7 | 1,10    | 0,00    | 0,10   | 0,10   | 1,90   |
| 2022-2023 | Chicago  | 7      | 0      | 2,9    | 28,6  | 25,0   | 50,0 | 0,30    | 0,00    | 0,00   | 0,00   | 0,90   |
| Carrière  | Carrière | 16     | 0      | 3,4    | 27,3  | 22,2   | 69,2 | 0,80    | 0,00    | 0,10   | 0,10   | 1,40   |